# Michael Buchrainer
Michael Buchrainer (* 28. Dezember 1950 in Lienz/Tirol) ist ein österreichischer Gitarrist und Komponist.

## Leben
Michael Buchrainer maturierte am Werkschulheim Felbertal. Danach studierte er von 1974 bis 1978 an der Wiener Musikhochschule Gitarre bei Karl Scheit und von 1979 bis 1987 am Vorarlberger Landeskonservatorium Feldkirch Komposition bei Robert Nessler.
Seit dem Jahr 1977 hat Buchrainer eine Professur in Gitarre am Vorarlberger Landeskonservatorium Feldkirch inne. Seit dem Jahr 1980 ist er auch kompositorisch tätig.
Michael Buchrainer ist Mitinitiant und künstlerischer Leiter der Liechtensteiner Gitarrentage (ligita) in Eschen.

## Auszeichnungen
- 1980: 3. Preis beim Kompositionswettbewerb der Stadt Innsbruck (für „Concertino“ – für Gitarre, Flöte und 8 Streicher)
- 1986: 1. Preis beim Kompositionswettbewerb der Stadt Innsbruck (für „Episoden“ – für Orchester)
- 2000: Komponistenstipendium des Landes Vorarlberg (für „magic mood“ – für Flöte, Klavier und Orchester)[5]

## Werke (Auswahl)

### Ensemblemusik
- Concertino – für Gitarre, Flöte und acht Streicher (1980)[6]
- Prefugium – für Orgel und Becken (1981)[6]
- Streichquartett '85 (Hommages) – Quartett für zwei Violinen, eine Viola und Ein Violoncello (1985/1993)[6]
- Das Fieber – nach Gustav Meyrink (1988)[6]
- in my grove – für 2 Gitarrenquartette (2006)[6]

### Vokalmusik
- Missa brevis – für Sopran, Tenor, Bass, Chor (SATB) und Orgel (1993)[6]
- Missa choralis – für 4-stimmig gemischten Chor (1997)[6]
- Aus tiefer Not (aus Psalm 130) – Motette für 4-stimmig gemischten Chor (1997)[6]
- Pater noster – für 4-stimmig gemischten Chor (1998)[6]
- Ave Maria – für 4(5)-stimmigen gemischten Chor (1999)[6]
- Lä-Vo-berrrrr (Ländle Vorarlberg) – für 4-stimmigen gemischten Chor (2004)[6]
- Vier Lieder – für 3- und 4-stimmigen Frauenchor (2005)[6]
- Zwei Lieder – für 3- und 4-stimmigen Frauenchor (2007)[6]

### Solomusik
- Fünf Studien – für Gitarre (1984)[6]
- Etudes en Suite – für Gitarre (1989)[6]
- Sonate – für Gitarre (1992)[6]
- Sonatina – Relatos cortos (2009)[6]

### Orchestermusik
- Suite – für Orchester. Ein musikalisches Sittenbild (1990)[6]
- Epitaph '97 – Konzert für Violoncello und Orchester (1997)[6]
- magic mood – für Flöte, Klavier und Orchester (2000)[6]
- Evasión – für Gitarre und Orchester (2002)[6]
- Èvocation – für Violoncello und Streichorchester (2005)[6]